# Болотских, Михаил Васильевич
Михаил Васильевич Болотских (укр. Михайло Васильович Болотських; род. 28 октября 1960, Старый Оскол) — украинский генерал-полковник службы гражданской защиты, председатель ГСЧС Украины с 24 декабря 2012 по 2 марта 2014 года, председатель Луганской областной государственной администрации c 2 марта по 10 мая 2014 года. Кандидат исторических наук.

## Биография
Родился 28 октября 1960 года в селе Городище Старооскольского района Белгородской области.
В 1978—1982 годах учился в Харьковском гвардейском высшем танковом училище им. Верховного Совета Украинской ССР. После окончания училища до 1998 года проходил военную службу в Вооруженных Силах и войсках Гражданской обороны в должностях командира танкового взвода, командира танковой роты, начальника штаба — заместителя командира танкового батальона, командира учебного танкового батальона, заместителя командира танкового полка, командира отдельного мобильного механизированного полка Гражданской обороны Украины.
Участник боевых действий. С марта 1994 по апрель 1995 года участвовал в миротворческой миссии в составе ООН в бывшей Югославии .
В 1998—2001 годах — начальник управления — заместитель начальника гражданской обороны Луганской области Управление по вопросам чрезвычайных ситуаций и гражданской защиты населения Луганской области государственной администрации, 2001—2003 — начальник Главного управления — заместитель начальника гражданской обороны Луганской области ГУ по вопросам чрезвычайных ситуаций и по делам защиты населения от последствий Чернобыльской катастрофы Луганской ОГА, 2003—2005 — начальник Главного управления Министерства Украины по вопросам чрезвычайных ситуаций в Луганской области.
В 2005—2007 — начальник Института государственного управления в сфере гражданской защиты Университета гражданской защиты Украины, апрель 2007 — июль 2007 — директор Департамента образования, науки и прогнозирования Центрального аппарата МЧС Украины.
С 25 июля 2005 по 21 июля 2010 года — заместитель Министра Украины по вопросам чрезвычайных ситуаций и по делам защиты населения от последствий Чернобыльской катастрофы.
С 21 июля по 24 декабря 2010 года — первый заместитель Министра Украины по вопросам чрезвычайных ситуаций и по делам защиты населения от последствий Чернобыльской катастрофы.
С 24 декабря 2010 по 29 февраля 2012 года — первый заместитель Министра чрезвычайных ситуаций Украины.
В сентябре 2011 года включён в состав межведомственной координационной комиссии Антитеррористического центра при Службе безопасности Украины.
24 декабря 2012 года назначен Председателем Государственной службы по чрезвычайным ситуациям.
2 марта 2014 года освобождён от должности Председателя Государственной службы Украины по чрезвычайным ситуациям в связи с назначением председателем Луганской областной государственной администрации.
10 мая 2014 года освобождён от должности председатель Луганской областной государственной администрации.

## Образование
Харьковское гвардейское высшее танковое командное училище им. Верховного Совета Украинской ССР, год окончания — 1982.
Военно-инженерный институт при Подольской государственной аграрно-технической академии, год окончания — 2001.
Харьковский региональный институт государственного управления Национальной академии государственного управления при Президенте Украины, год окончания — 2003.